# Маннара Чопра
Маннара Чопра (при народженні Барбі Ханда, нар. 25 травня 1991) — індійська акторка та модель, яка переважно знімається у фільмах мовами телугу, тамільською, хінді та каннадською. Вона є двоюрідною сестрою акторок Пріянки Чопри і Парінетті Чопра по лінії батька. Дебютувала в Боллівуді у фільмі «Зід» (2014). Зараз вона є учасницею індійського реаліті-шоу Bigg Boss Season 17, яке стартувало в жовтні 2023 року.

## Раннє життя
Народилася в Кантонменті Амбала, штат Хар'яна. Мати — дизайнерка ювелірних виробів, а батько — юрист. Її мати, батько Пріянки Чопри та батько Парінеті Чопри є рідними братами та сестрами. У неї є молодша сестра Міталі, яка вивчала комерцію та є модною стилісткою. Маннара здобула освіту в школі Summer Fields School, Нью-Делі, отримала ступінь бакалавра бізнес-процесів і є модельєркою.

## Кар'єра
Після завершення навчання в Делі Маннара переїхала до Мумбаї, де почала кар'єру моделі та перейшла в рекламу. Вона зняла 40 рекламних роликів, Suzuki з Salman Khan, Dulex paints з Farhan Akhtar, Parle Marie з режисером Імтазом Алі, вона була обличчям реклами Ganna.com, Myntra, три з них разом зі своєю двоюрідною сестрою Пріянкою Чопра, в тому числі один для Dabur Amla, яка, за її словами, завоювала її «миттєве визнання» та запропонувала їй зніматися у фільмах на телугу. Вона також з'явилася в пісні Аміта Тріведі «Bas bajna chahiye», головній пісні для Gaana. До свого дебюту в кіно вона також працювала модельєркою і асистенткою хореографа, навчаючись таким танцювальним формам, як хіп-хоп і танець живота. Зараз вона знімається з режисером Теджа для його майбутнього фільму разом з Каджалом Аггарвалом. Вона зіграла головні ролі в кіно телугу у фільмах Тікка, Роуг, Джакканна. Її бачать як модель провідних Тижнів моди та подій, востаннє на India Runway Week (2018).

### Акторська кар'єра (2014–дотепер)
До 2014 року Маннара розпочала шлях акторки, записавшись на фільми мовами телугу, тамільською, хінді та каннада. Її першим випуском став фільм на телугу «Prema Geema Jantha Nai» (2014), який тоді вказували під її ім'ям при народженні. Того ж року Маннара дебютувала в Боллівуді у фільмі Анубхава Сінхи "Зід " з Каранвіром Шармою в головній ролі. Її образ одержимої коханки був зустрінутий неоднозначно. Мохар Басу назвав її «сяючою», хоча зазначив, що їй потрібно «набагато більше досвіду». Однак фільм був комерційно вигідним.
Незабаром після цього вона знялась в трьох фільмах на телугу: Джакканна (2016), який став хітом у прокаті; Thikka (2016) і Rogue (2017), за які вона отримала хороші відгуки.
У жовтні 2023 року Чопра взяла участь у реаліті-шоу Bigg Boss 17, дебютувавши на телебаченні хінді в ролі самої себе.

### Художні фільми
| Рік  | плівка                | Роль     | Мова             |
| ---- | --------------------- | -------- | ---------------- |
| 2014 | Према Гіма Джанта Най | Кавері   | Телугу           |
| 2014 | Зід                   | Мая      | Хінді            |
| 2015 | Сандамарутхам         | себе     | тамільська       |
| 2015 | Каавал                | себе     | тамільська       |
| 2016 | Джакканна             | Сахасраа | Телугу           |
| 2016 | Тіка                  | Вініша   | Телугу           |
| 2017 | Шахрай                | Анджалі  | каннада і телугу |
| 2019 | Сіта                  | Рупа     | Телугу           |
| 2022 | Привіт п'ять          | Gayi     | Телугу           |

### Короткометражні фільми
| Рік  | Ім'я                      | Роль     | Прим. |
| ---- | ------------------------- | -------- | ----- |
| 2021 | Haale Dil на Broken Notes | Ніхаріка |       |

### телебачення
| Рік  | Назва          | роль         | Примітки | Прим. |
| ---- | -------------- | ------------ | -------- | ----- |
| 2023 | Великий бос 17 | Конкурсантка |          |       |

### Веб-серіали
| Рік  | Ім'я      | Роль         | Платформа   | Прим.  |
| ---- | --------- | ------------ | ----------- | ------ |
| 2023 | Bhootmate | В очікуванні | АльтБаладжі | [ 20 ] |

### Музичні кліпи
| Рік  | Пісня                 | Виконавець      | Прим.  |
| ---- | --------------------- | --------------- | ------ |
| 2021 | Двері Na Hona Tumse   | Гаджендра Верма |        |
| 2022 | Хам Ре Гайе Акеле     | Пранав Ваца     |        |
| 2023 | Зара Зара Бехекта Хай | Маннара Чопра   | [ 21 ] |

## Нагороди та номінації
| Рік  | Стрічка | Нагорода                                     | Категорія                                     |
| ---- | ------- | -------------------------------------------- | --------------------------------------------- |
| 2015 | Зід     | Золоті нагороди Lions                        | Найкращий жіночий дебют                       |
| 2017 | Тіка    | 15-та церемонія вручення кінопремій Сантошам | Спеціальний приз журі за найкращу жіночу роль |
| 2018 | Шахрай  | 16-та церемонія вручення кінопремій Сантошам | Спеціальний приз журі за найкращу жіночу роль |
| 2022 | Н/Д     | Midday India International Influencer Awards | Нагорода India Influencer Iconic Award 2022   |